# こまち農業協同組合
こまち農業協同組合（こまちのうぎょうきょうどうくみあい）は、秋田県湯沢市に本店を置く農業協同組合。愛称はJAこまち。

## 概要
1998年6月1日、湯沢、雄勝地方の湯沢市、湯沢、東成瀬村、駒形村、稲川町、皆瀬村、雄勝町、羽後三輪、西馬音内、田代、仙道、雄勝果樹の12農協の広域合併で発足した。
湯沢市、東成瀬村と羽後町の一部を営業エリアとする。東成瀬村から指定金融機関とされている。
2024年7月2日、羽後町のJAうごとの合併協議会が発足し、翌2025年3月には合併基本構想の素案が示された。素案では、両JAを合併し新生・JAこまちとして2026年4月1日に発足するという構想が示され、本店は湯沢市に置くことにしている。これにより、湯沢雄勝地区のJAが単一化されることになり、組合員数では県内5番目、販売額では3番目の規模となる見込みである。